# Danica Dillon

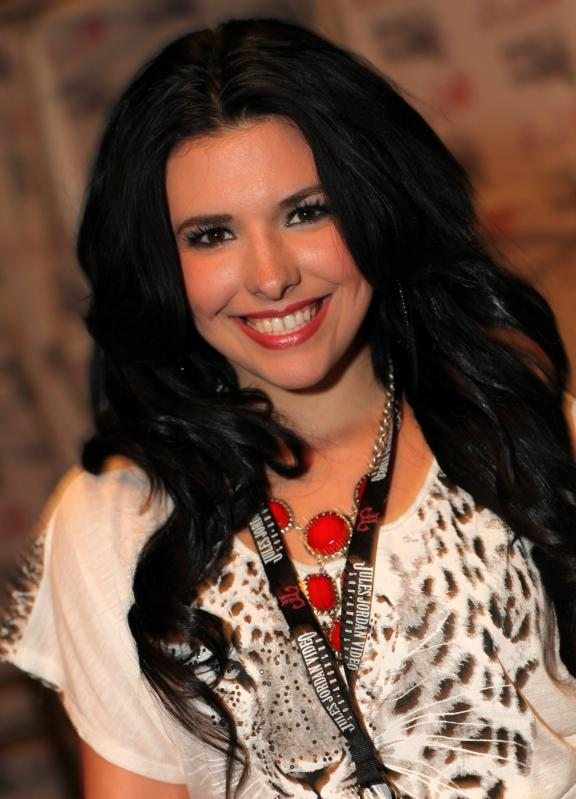
Danica Dillon (2013)

Danica Dillon (* 4. Januar 1987 in Ashtabula, Ohio als Ashley Lewis) ist eine US-amerikanische Pornodarstellerin und Schauspielerin.

## Leben
2009 arbeitete Danica Dillon als Stripperin in San Diego, Kalifornien. Eines Abends trat die Pornoschauspielerin Jenna Haze als Stargast in ihrem Stripclub auf. Die beiden kamen ins Gespräch und Haze gab ihr den Tipp, es einmal in der Pornoindustrie zu versuchen. Zwei Wochen später drehte sie ihre erste Szene. Sie arbeitete für verschiedene namhafte Pornostudios wie Hustler, Naughty America, Twistys, New Sensations, Evil Angel Productions und Immoral Productions. Zu ihren größten Rollen zählen die Filme This Ain’t Avatar XXX (2010), The Human Sexipede (First Sequence: A Porn Parody) (2010) und Nikita XXX (2013).
Danica Dillon tritt auch in Mainstream-Rollen auf. Ihr Debüt hatte sie in einer Doppelfolge der Fernsehserie Femme Fatales 2011. Es folgte eine Hauptrolle in dem Film Scared Topless 2013. 2014 hatte sie eine Fotostrecke im Penthouse-Magazin The Girls of Penthouse mit Pornodarsteller Tommy Gunn.
2015 machte sie landesweit Schlagzeilen, als sie den Reality-Star Josh Duggar auf eine halbe Million US-Dollar verklagte. Sie behauptete nach einem Lapdance von ihm sexuell belästigt worden zu sein. Tatsächlich befand sich Duggar, der später wegen zahlreicher Missbrauchsfälle verantworten musste und zu mehr als 12 Jahren verurteilt wurde, jedoch erwiesenermaßen nicht in der Stadt.
Dillon arbeitete bis etwa 2018 weiter in der Pornoindustrie und bespielte auch einen Onlyfans-Account. Seit 2020 zog sie sich ins Privatleben zurück.

## Privatleben
Danica Dillon ist mit einem United States Marine verheiratet. Das Paar hat vier Kinder.

## Filmografie
- 2011: Femme Fatales (Fernsehserie, 2 Folgen)
- 2015: Scared Topless

## Auszeichnungen und Nominierungen
| Jahr | Awardshow        | Resultat  | Award                             |
| ---- | ---------------- | --------- | --------------------------------- |
| 2011 | AVN Award        | Nominiert | Best New Starlet                  |
| 2011 | XBIZ Award       | Nominiert | New Starlet of the Year           |
| 2013 | NightMoves Award | Gewonnen  | Miss Congeniality                 |
| 2014 | Fanny Award      | Nominiert | Most Underrated Star – "The Who?" |